# حارة الطيارين (صنعاء)

تعديل مصدري - تعديل

حارة الطيارين هي إحدى حارات حي معين بمديرية معين إحد مديريات العاصمة اليمنية صنعاء، بلغ تعداد سكانها 331 نسمة حسب تعداد اليمن لعام 2004.